# The Grimm Variations
 (septembre 2024).
 (septembre 2024).
La mise en forme du texte ne suit pas les recommandations de Wikipédia : il faut le « wikifier ».
Les points d'amélioration suivants sont les cas les plus fréquents. Le détail des points à revoir est peut-être précisé sur la page de discussion.
- Les titres sont pré-formatés par le logiciel. Ils ne sont ni en capitales, ni en gras.
- Le texte ne doit pas être écrit en capitales (les noms de famille non plus), ni en gras, ni en italique, ni en « petit »…
- Le gras n'est utilisé que pour surligner le titre de l'article dans l'introduction, une seule fois.
- L'italique est rarement utilisé : mots en langue étrangère, titres d'œuvres, noms de bateaux, etc.
- Les citations ne sont pas en italique mais en corps de texte normal. Elles sont entourées par des guillemets français : « et ».
- Les listes à puces sont à éviter, des paragraphes rédigés étant largement préférés. Les tableaux sont à réserver à la présentation de données structurées (résultats, etc.).
- Les appels de note de bas de page (petits chiffres en exposant, introduits par l'outil «  Source ») sont à placer entre la fin de phrase et le point final[comme ça].
- Les liens internes (vers d'autres articles de Wikipédia) sont à choisir avec parcimonie. Créez des liens vers des articles approfondissant le sujet. Les termes génériques sans rapport avec le sujet sont à éviter, ainsi que les répétitions de liens vers un même terme.
- Les liens externes sont à placer uniquement dans une section « Liens externes », à la fin de l'article. Ces liens sont à choisir avec parcimonie suivant les règles définies. Si un lien sert de source à l'article, son insertion dans le texte est à faire par les notes de bas de page.
- La présentation des références doit suivre les conventions bibliographiques. Il est recommandé d'utiliser les modèles {{Ouvrage}}, {{Chapitre}}, {{Article}}, {{Lien web}} et/ou {{Bibliographie}}. Le mode d'édition visuel peut mettre en forme automatiquement les références.
- Insérer une infobox (cadre d'informations à droite) n'est pas obligatoire pour parachever la mise en page.

Pour une aide détaillée, merci de consulter Aide:Wikification.
Si vous pensez que ces points ont été résolus, vous pouvez retirer ce bandeau et améliorer la mise en forme d'un autre article.
The Grimm Variations (グリム組曲, Gurimu Kumikyoku) est une série d'anthologie d'animation japonaise produite par Wit Studio. Basée sur les contes des frêres Grimm, la série a été diffusée internationalement sur Netflix le 17 avril 2024.

## Personnages
Jacob Grimm
Voix japonaise : Tatsuhisa Suzuki
Guillaume Grimm
Voix japonaise : Kenji Nojima
Charlotte
Voix japonaise : Misato Fukuen

### Épisode 1
Kiyoko Otawara
Voix japonaise : Rie Kugimiya
Makiko Otawara
Voix japonaise : Yumi Uchiyama
Sawako Otawara
Voix japonaise : Ayane Sakura
Tsuruko Otawara
Voix japonaise : Hiroko Ushida
Masataka Ichijo
Voix japonaise : Shōya Ishige

### Épisode 2
Écarlate
Voix japonaise : Mariya Ise
Rose
Voix japonaise : Ayana Taketatsu
Gris
Voix japonaise : Daisuke Namikawa
Brun
Voix japonaise : Akio Otsuka
Tom
Voix japonaise : Hiroyuki Yoshino
Madame
Voix japonaise : Misato Fukuen

### Épisode 3
Hansel
Voix japonaise : Mutsumi Tamura
Gretel
Voix japonaise : Misato Fukuen
Vieille Dame
Voix japonaise : Urara Takano
Maman
Voix japonaise : Kikuko Inoue
Papa
Voix japonaise : Kazuhiko Inoue
Mira
Voix japonaise : Rina Honnizumi
Hanna
Voix japonaise : Rina Honnizumi
Ulrich
Voix japonaise : Aoi Inase
Fritz
Voix japonaise : Yūko Sanpei
Érich
Voix japonaise : Miho Wataya
Karl
Voix japonaise : Sara Matsumoto
Élisa
Voix japonaise : Haruna Kakiage
oscar
Voix japonaise : Miyuri Shimabukuro
Renate
Voix japonaise : Risa Watanabe

### Épisode 4
N
Voix japonaise : Hiroki Tōchi
Fille elfe
Voix japonaise : Ayumi Nagao
Mme
Voix japonaise : Wataru Hatano
Mme B
Voix japonaise : Michiko Neya

### Épisode 5
Chat
Voix japonaise : Ai Kakuma
Chien
Voix japonaise : Maaya Uchida
Âne
Voix japonaise : Romi Park
Coq
Voix japonaise : Misato Fukuen

### Épisode 6
Marie
Voix japonaise : Sayaka Kikuchi
Le professeur
Voix japonaise : Shunsuke Takeuchi
Le voyageur
Voix japonaise : Misato Fukuen
Grand Code
Voix japonaise : Mie Nakao

### Anime
En février 2020, avant toute bande annonce, Netflix annonce une collaboration avec six créateurs de manga dont un groupe d'artistes féminines connu sous le nom Clamp. En juin 2021, une affiche promotionnelle est révélée avec le logo Netflix et également que Wit Studio produira la série avec comme scénariste Michiko Yokote. En mars 2024, le titre de la série est annoncé : The Grimm Variations et Akira Miyagawa composera la musique. Lors de la convention AnimeJapan 2024, les titres des épisodes ont été révélés, chaque épisode étant dirigé par un réalisateur différent.

#### Liste des épisodes
Chaque épisode a été écrit par Michiko Yokote.
 
| N° | Titre                         | Réalisateur          | Réalisateur d'épisode                                              | Scénariste                     |
| -- | ----------------------------- | -------------------- | ------------------------------------------------------------------ | ------------------------------ |
| 1  | Cendrillon                    | Yoko Kanamori        | Yoko Kanamori                                                      | Yoko Kanamori                  |
| 2  | Petit Chaperon Rouge          | Yasuhiro Akamatsu    | Yasuhiro Akamatsu                                                  | Yasuhiro Akamatsu              |
| 3  | Hansel et Gretel              | Junichiro Hashiguchi | Junichiro Hashiguchi, Tomohiro Matsukawa                           | Junichiro Hashiguchi           |
| 4  | Les Lutins et le Cordoniers   | Yumi Kamamura        | Yumi Kamamura                                                      | Yumi Kamamura, Shinsaku Sasaki |
| 5  | Les Musiciens de Brême        | Masato Takeuchi      | Shinya Kawabe, Aya Mikami, Yasuhiro Akamatsu, Junichiro Hashiguchi | Masato Takeuchi, Nobuhiko Bito |
| 6  | Le Joueur de flûte du Hamelin | Shintarou Nakazawa   | Shintarou Nakazawa                                                 | Shintarou Nakazawa             |

### Manga
Parallèlement à la première de la série, une adaptation manga illustrée par Kōji Megumi a commencé à être publiée en série sur le site Web de mangas Magazine Pocket de Kodansha également le 17 avril 2024.